# Ailuroedus
Ailuroedus és un gènere d'ocells de la família dels ptilonorínquids (Ptilonorhynchidae) i l'ordre dels passeriformes. Habiten zones de selva humida, a Nova Guinea i illes properes, i al nord-est d'Austràlia. A diferència d'altres jardiners, els sexes tenen gairebé el mateix aspecte, amb un color general verd amb taques blanques en pit, ales, cua i cap o gola.

## Taxonomia
Tradicionalment aquest gènere ha estat classificat en tres espècies:
- Ailuroedus buccoides.
- Ailuroedus crassirostris.
- Ailuroedus melanotis.

Els treballs de Irestedt et al. (2015) però, van propiciar la creació de moltes més, de manera que actualment i segons la classificació del Congrés Ornitològic Internacional (versió 13.1, 2023) aquest gènere està format per 10 espècies:
- Ailuroedus stonii - jardiner de pit ocraci.
- Ailuroedus buccoides - jardiner galtablanc.
- Ailuroedus geislerorum - jardiner de capell marró.
- Ailuroedus crassirostris - jardiner verd.
- Ailuroedus maculosus - jardiner pigallat.
- Ailuroedus astigmaticus - jardiner de Huon.
- Ailuroedus melanocephalus - jardiner de capell negre.
- Ailuroedus jobiensis - jardiner septentrional.
- Ailuroedus arfakianus - jardiner de les Arfak.
- Ailuroedus melanotis - jardiner orellut.